# Jamesia phileta
Jamesia phileta là một loài bọ cánh cứng trong họ Cerambycidae.